# توماس إل. هال
توماس إل. هال (بالإنجليزية: Thomas L. Hall)‏ هو عسكري أمريكي، ولد في 1893 في فورت ميل في الولايات المتحدة، وتوفي في 8 أكتوبر 1918.